# 용장서원
용장서원(龍章書院)은 대한민국 전북특별자치도 남원시 주생면에 있는 서원이다. 1984년 4월 1일 전라북도의 문화재자료 제53호로 지정되었다.

## 개요
고려 충신 양능양을 기리기 위한 서원이다.
용장서원은 조선 태종 2년(1402)에 세웠다고 하며, 고종 5년(1868) 흥선대원군의 서원철폐령으로 폐쇄되었다가 후에 다시 세웠으나 정확한 연대는 알 수 없다.
서원 건물로는 사당만 남아 있다. 사당 안쪽 중앙에 양능양을 모시고 그 외에 고려충신 양주운, 고려 후기 성리학자 김구용, 임진왜란 때 공신인 양대박의 위패를 모시고 있다.

## 참고 자료
- 용장서원 - 국가유산청 국가유산포털